# Selezioni giovanili della nazionale maschile di pallacanestro della Jugoslavia
Le selezioni giovanili della nazionale di pallacanestro della Jugoslavia sono state gestite dalla Federazione cestistica della Jugoslavia e partecipavano ai tornei cestistici internazionali per squadre nazionali, limitatamente a specifiche classi d'età.

## Universitaria
Rappresentava la selezione dei migliori giocatori universitari della nazionale jugoslava.

### Partecipazioni
- 1970 - 4°
- 1973 - 7°
- 1977 - 11°
- 1979 -  2°
- 1981 -  3°
- 1983 -  2°
- 1987 -  1°

 Jugoslavia universitaria - Pallacanestro alla X Universiade - Torneo maschile4 Dukan, 5 Gešovski, 6 Hadžić, 7 Knego, 8 Marić, 9 Nakić, 10 Pavličević, 11 Petrović A, 12 Petrović B, 13 Poljak, 14 Žižić,        All. Dušan Ivković
 Jugoslavia universitaria - Pallacanestro alla XIV Universiade - Torneo maschile4 Divac, 5 Petrović D, 6 Arapović, 7 Radulović, 8 Vranković, 9 Radović, 10 Grbović, 11 Petrović A, 12 Milićević, 

## Under-19
Rappresentava i migliori giocatori di nazionalità jugoslava di età non superiore ai 19 anni. Partecipava a tutte le manifestazioni internazionali giovanili di pallacanestro per nazioni gestite dalla FIBA.

### Partecipazioni
Mondiali Under-19
- 1979 - 4°
- 1983 - 8°
- 1987 -  1°
- 1991 - 4°

 Jugoslavia under 19 - Campionato mondiale maschile di pallacanestro Under-19 19794 Mutapčić, 5 Radović, 6 Petronijević, 7 Dogan, 8 Medić, 9 Čutura, 10 Obradović, 11 Đurišić, 12 Baković, 13 Grbović, 14 Savović, 15 Bilalović,        All. Luka Stančić
 Jugoslavia under 19 - Campionato mondiale maschile di pallacanestro Under-19 19834 Radunović, 5 Perasović, 6 Arapović, 7 Zdovc, 8 Jovanović, 9 Lukenda, 10 Bukumirović, 11 Sobin, 12 Cvjetićanin, 13 Mavrenski, 14 Petović, 15 Milivojša,        All. Rusmir Halilović
 Jugoslavia under 19 - Campionato mondiale maschile di pallacanestro Under-19 19874 Kalpić, 5 Pavićević, 6 Ilić, 7 Kukoč, 8 Pecarski, 9 Alibegović, 10 Đorđević, 11 Avdić, 12 Divac, 13 Dobraš, 14 Rađa, 15 Koprivica,        All. Svetislav Pešić
 Jugoslavia under 19 - Campionato mondiale maschile di pallacanestro Under-19 19914 Bodiroga, 5 Arsić, 6 Lončar, 7 Mršić, 8 Pajović, 9 Čizmić, 10 Topalović, 11 Rebrača, 12 Radović, 13 Šilobad, 14 Tarlać, 15 Ridl,        All. Duško Vujošević

## Under-18
Rappresenta i migliori giocatori di nazionalità jugoslava di età non superiore ai 18 anni. Partecipa a tutte le manifestazioni internazionali giovanili di pallacanestro per nazioni gestite dalla FIBA.
La denominazione originaria era Nazionale Cadetti, in quanto la FIBA classificava le fasce di età sotto i 18 anni con la denominazione "cadetti".

### Allenatori
| Years     | Head Coach       |
| --------- | ---------------- |
| 1964–1966 | Ranko Žeravica   |
| 1968      | Slobodan Ivković |
| 1970      | Lazar Lečić      |
| 1972      | Mirko Novosel    |
| 1974      | Bogdan Tanjević  |
| 1976–1980 | Luka Stančić     |
| 1982      | Rusmir Halilović |
| 1984      | Luka Stančić     |
| 1986      | Svetislav Pešić  |
| 1988–1990 | Duško Vujošević  |

### Partecipazioni
FIBA EuroBasket Under-18
- 1964 - 7°
- 1966 -  2°
- 1968 -  2°
- 1970 - 4°
- 1972 -  1°
- 1974 -  1°
- 1976 -  1°

- 1978 -  3°
- 1980 -  2°
- 1982 -  2°
- 1984 -  3°
- 1986 -  1°
- 1988 -  1°
- 1990 - 5°

Manifestazioni minori
- Torneo Albert Schweitzer: 2

1971, 1979

## Under-16
Rappresenta i migliori giocatori di nazionalità jugoslava di età non superiore ai 16 anni. Partecipa a tutte le manifestazioni internazionali giovanili di pallacanestro per nazioni gestite dalla FIBA.
La denominazione originaria era Nazionale Allievi, in quanto la FIBA classificava le fasce di età sotto i 18 anni con la denominazione "allievi". 

### Allenatori
| Years     | Head Coach       |
| --------- | ---------------- |
| 1971      | Mirko Novosel    |
| 1973      | Joša Gagel       |
| 1975      | Janez Drvarič    |
| 1977–1979 | Luka Stančić     |
| 1981–1983 | Rusmir Halilovic |
| 1985      | Svetislav Pešić  |
| 1987–1989 | Janez Drvarič    |
| 1991      | Rajko Toroman    |

### Partecipazioni
FIBA EuroBasket Under-16
- 1971 -  1°
- 1973 -  3°
- 1975 -  3°
- 1977 -  2°
- 1979 -  1°
- 1981 - 5°
- 1983 -  1°
- 1985 -  1°

- 1987 -  1°
- 1989 -  2°
- 1991 - 8°